# Шишкув (Опольське воєводство)
Шишкув (пол. Szyszków) — село в Польщі, у гміні Прашка Олеського повіту Опольського воєводства.
Населення — 267 осіб (2011).
У 1975-1998 роках село належало до Ченстоховського воєводства.

## Демографія
Демографічна структура станом на 31 березня 2011 року:
|          | Загалом | Допрацездатний вік | Працездатний вік | Постпрацездатний вік |
| -------- | ------- | ------------------ | ---------------- | -------------------- |
| Чоловіки | 129     | 22                 | 88               | 19                   |
| Жінки    | 138     | 22                 | 81               | 35                   |
| Разом    | 267     | 44                 | 169              | 54                   |